# Guy Malengreau
 (mai 2023).
La mise en forme du texte ne suit pas les recommandations de Wikipédia : il faut le « wikifier ».
Les points d'amélioration suivants sont les cas les plus fréquents. Le détail des points à revoir est peut-être précisé sur la page de discussion.
- Les titres sont pré-formatés par le logiciel. Ils ne sont ni en capitales, ni en gras.
- Le texte ne doit pas être écrit en capitales (les noms de famille non plus), ni en gras, ni en italique, ni en « petit »…
- Le gras n'est utilisé que pour surligner le titre de l'article dans l'introduction, une seule fois.
- L'italique est rarement utilisé : mots en langue étrangère, titres d'œuvres, noms de bateaux, etc.
- Les citations ne sont pas en italique mais en corps de texte normal. Elles sont entourées par des guillemets français : « et ».
- Les listes à puces sont à éviter, des paragraphes rédigés étant largement préférés. Les tableaux sont à réserver à la présentation de données structurées (résultats, etc.).
- Les appels de note de bas de page (petits chiffres en exposant, introduits par l'outil «  Source ») sont à placer entre la fin de phrase et le point final[comme ça].
- Les liens internes (vers d'autres articles de Wikipédia) sont à choisir avec parcimonie. Créez des liens vers des articles approfondissant le sujet. Les termes génériques sans rapport avec le sujet sont à éviter, ainsi que les répétitions de liens vers un même terme.
- Les liens externes sont à placer uniquement dans une section « Liens externes », à la fin de l'article. Ces liens sont à choisir avec parcimonie suivant les règles définies. Si un lien sert de source à l'article, son insertion dans le texte est à faire par les notes de bas de page.
- La présentation des références doit suivre les conventions bibliographiques. Il est recommandé d'utiliser les modèles {{Ouvrage}}, {{Chapitre}}, {{Article}}, {{Lien web}} et/ou {{Bibliographie}}. Le mode d'édition visuel peut mettre en forme automatiquement les références.
- Insérer une infobox (cadre d'informations à droite) n'est pas obligatoire pour parachever la mise en page.

Pour une aide détaillée, merci de consulter Aide:Wikification.
Si vous pensez que ces points ont été résolus, vous pouvez retirer ce bandeau et améliorer la mise en forme d'un autre article.
Guy Malengreau, né le 9 mai 1911 à Louvain (Belgique) et mort le 12 janvier 2002 à Bonlez, un village situé dans la commune de Chaumont-Gistoux, en Belgique, est docteur en droit et professeur en sciences politiques à l’Université Catholique de Louvain (UCL) en Belgique. Il est également secrétaire général de l’UCL, ainsi que cofondateur et secrétaire général de l’Université Lovanium au Congo. Il joue un rôle concernant l'émancipation intellectuelle des congolais lors de la colonisation belge du Congo.

### Vie privée
Guy Malengreau est le fils unique de Fernand Louis Théodore Malengreau (1880 - 1958) et de Nelly Amélie De Corte (1883 - 1937). Son père Fernand est professeur à la Faculté de médecine à l’Université Catholique de Louvain. En 1926, Fernand Malengreau est cofondateur du FORMULAC (Fondation médicale de l'Université de Louvain au Congo). C’est grâce à ses parents, en particuliers son père, qu’il est baigné dans cet environnement scolaire. Le 18 juillet 1939, il se marie avec Jacqueline Thoreau (1916 - 2019) qui est la fille de Jacques Thoreau (1886 - 1953), spécialiste des roches congolaises et des minerais. Ils ont ensemble 12 enfants : Brigitte, Jacques, Pierre, Myriam, Michel, Anne, Thérèse, Xavier, Jean-Paul, Véronique, Jean-François et Frédéric. L’une de ses filles, Myriam Malengreau, diplômée en médecine, est professeur émérite à l’Université Catholique de Louvain. Comme son grand-père, elle s'engage dans le FORMULAC.

### Parcours professionnel
Durant cinq années (de 1928 à 1933), Guy Malengreau fait des études de droit et en 1933, il obtient son doctorat en droit à l’Université Catholique de Louvain. Sa thèse de doctorat porte sur les Pays-Bas et leur révolution au XVIe siècle. Ensuite en 1937, dans la même université, il est proclamé docteur en sciences historiques. Pour finir, il obtient un diplôme de section administrative et juridique à l’école coloniale de Bruxelles.

#### Lien avec le Congo
Durant la période de 1908 à 1960, le Congo est sous la domination coloniale de la Belgique. Lors de cette période, le pays s’appelle alors le Congo belge. Guy Malengreau porte un intérêt aux coutumes des indigènes, des locaux. Après ses études en 1937, il part au Congo pour une durée de deux ans. Au Congo belge, il est aspirant du Fonds national de la recherche scientifique (NFWO), il obtient un mandat de recherche pour analyser et étudier le droit coutumier des congolais. Il est porté par ce mandat et à la fin de celui-ci, il espère continuer ses recherches sur cette voie. À son retour en Belgique, il dirige alors le musée du Congo situé à Louvain.
Pendant la Seconde Guerre mondiale, il est nommé maître des conférences en sciences politiques et coloniales à l’École des sciences politiques et coloniales. Pour lui, c’est le début d’une carrière en tant que professeur principalement dans le domaine colonial.
En 1945, Guy Malengreau s’engage dans l’émancipation intellectuelle du Congo belge. Il se lance dans un projet d’ouvrir une école supérieure des sciences commerciales et administratives pour les Congolais au Congo voulant assurer diverses tâches administratives de la colonie. Il est promoteur de ce projet et l’école ouvre ses portes en 1947, à Kisantu, ville située au Sud de Kinshasa (anciennement Léopoldville).
Après la Seconde Guerre mondiale, Guy Malengreau publie en 1947 deux articles concernant la situation de la colonie au lendemain de la guerre. Dans ces articles, il dit au sujet de la colonie belge ceci ; « Après cinquante années de colonisation, nous nous apercevons enfin qu’il est beaucoup plus malaisé d’élever le standing moral, social et économique d’un peuple que d’arracher au sol ses richesses minières ou de récolter des produits naturels.» Il constate que l’effort demandé aux habitants du Congo a eu des conséquences. En effet, un déséquilibre s’est vu naître dans les cadres traditionnels de la vie des congolais, ainsi qu’une désagrégation sociale.

#### Université Lovanium
En 1954, quelques professeurs dits « tiers-mondistes » de l’Université catholique de Louvain décident de créer l’université Lovanium au Congo, plus précisément à Léopoldville (qui deviendra par la suite l’université de Kinshasa). Parmi ces professeurs, on retrouve Guy Malengreau, mais aussi Paul de Visscher, Jacques Leclerc et Jean Ladrière. Différentes institutions ont été regroupées pour former le centre universitaire appelé Lovanium. Dans ces institutions, on retrouve CADULAC (Fondation médicale de l’Université de Louvain au Congo), FORMULAC créée en 1926 à Kisantu par son père Fernand Malengreau et l'École supérieure des sciences commerciales et administratives créée en 1947 par Guy Malengreau. Le choix du nom Lovanium est inspiré de l’Université belge de Louvain (UCL), pour rappeler que ce sont des personnes venant de cette université belge qui sont à l’origine de l’Université au Congo. L’université ouvre ses portes aux étudiants pour la première année académique le 1er octobre 1954. Au sein de cette université, il est secrétaire général mais il est également professeur, savant, promoteur d’une multitude de doctorats. Il est aussi membre au conseil de l’AUPELF (Association des universités partiellement ou entièrement de langue française) créée en 1961.
En 1955, six mois après l’ouverture de l’Université Lovanium, lorsque Malengreau est secrétaire général, l’Université reçoit la visite du Roi Baudouin .
En 1960 a lieu l’indépendance du Congo, les pouvoirs administratifs de l’Université Lovanium (détenus jusqu'alors par la Belgique) sont transférés au nouveau siégeant. En 1971, Lovanium est intégrée à l’Université nationale du Zaïre à Kinshasa (appelée désormais l’Université de Kinshasa). À la suite de ce changement, Guy Malengreau travaille dès lors au conseil d’administration de l’Université du Zaïre de 1971 à 1974.

### Fin de vie
En 1973, Malengreau prend sa retraite et un an après, en 1974, il dit au revoir à son poste d’administrateur de l’Université nationale du Zaïre. Lors de sa retraite au Congo, il reçoit un doctorat honorifique de l'Université Lovanium qu’il a cofondé des années auparavant. Guy Malengreau décède le 12 janvier 2002, en Belgique.

#### Postérité et hommages
Six ans après son décès, en 2008, l'Université de Kinshasa publie les mémoires de Guy Malengreau. Le livre s'intitule L'Université Lovanium : Des origines lointaines à 1960 et fait 233 pages.

## Les fonctions occupées par Guy Malengreau
- 1947 - 1983 : il est d’abord professeur à la faculté de droit, et ensuite à la faculté des sciences économiques, sociales et politiques de l’Université catholique de Louvain.
- 1947 - 1960 : il occupe la place de secrétaire général de l’université Lovanium à Léopoldville, au Congo.
- 1960 - 1971 : il devient administrateur de l'Université Lovanium au Congo.
- 1961- 1963 : il occupe la place d’administrateur et de secrétaire général de l’Université catholique de Louvain
- 1971 - 1974 : et il finit par être administrateur de l’Université nationale du Zaïre.

## Ouvrages
- Malengreau, G., L'esprit particulariste et la révolution des Pays-Bas au XVIe siècle, Louvain, 1936.
- Malengreau, G., Les droits fonciers coutumiers chez les indigènes du Congo belge: essai d'interprétation juridique, Bruxelles, 1947.
- Malengreau G., Le Congo à la croisée des chemins, La Revue nouvelle, no 1, p. 3-18,  1947, no 2, p. 95-108.
- Malengreau G., La formation politique des Congolais, Problèmes d’Afrique centrale, no 4, 1951, p. 269-278.
- Malengreau, G., La participation des indigènes à la vie politique, Compte rendu des journées interuniversitaires d’études coloniales, Bruxelles, 1953, p. 23-41 et p. 78-79.
- Malengreau, G., L’Université Lovanium (Secrétariat Université Lovanium de Leopoldstad), Louvain, 1954.
- Malengreau, G.,  Vers l’université africaine, Réponse, 1957, p. 16-19.
- Malengreau G., L’évolution des institutions politiques en Afrique belge, Travaux de la Société d’études politiques et sociales. L’Afrique belge devant son avenir, Louvain, 1957, p. 11-15.
- Malengreau, G., L’avenir de la science belge d’outre-mer et le rôle de notre Académie, Bulletin des séances de l’Académie royale des Sciences d’outre-mer, 1960, p. 874-884.
- Malengreau, G., Université Lovanium. Des origines lointaines à 1960, Kinshasa, 2008.